# Dehydrogenaza aldehydu 3-fosfoglicerynowego
Dehydrogenaza aldehydu 3-fosfoglicerynowego (EC 1.2.1.12) jest enzymem z klasy oksydoreduktaz. Bierze udział w glikolizie. Przekształca aldehyd 3-fosfoglicerynowy w 1,3-bisfosfoglicerynian.

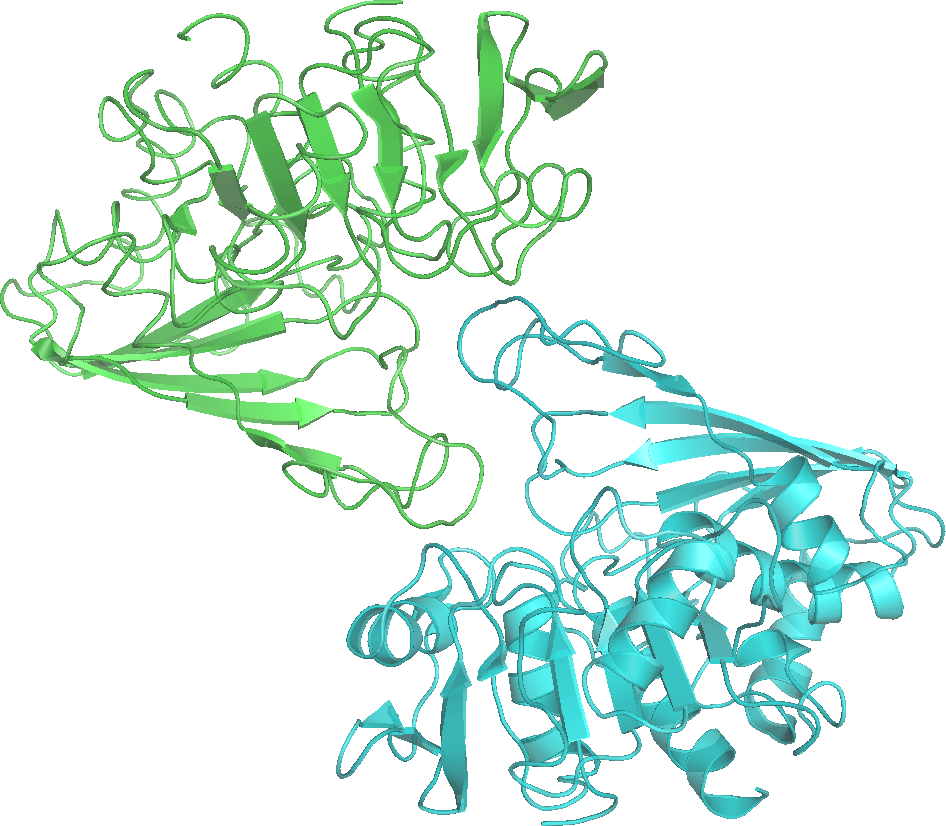
Struktura czwartorzędowa enzymu

## Reakcja[1]
Reakcja jest dwuetapowa:
- Pierwszym etapem jest oksydacja węgla na pozycji pierwszej, w aldehydzie 3-fosfoglicerynowym, co prowadzi do przejścia aldehydu w kwas karboksylowy, przy jednoczesnej redukcji NAD+ do NADH.
- Uwolniona, pochodząca z oksydacji, energia inicjuje drugi etap, w którym cząsteczka nieorganicznego fosforanu jest przyłączana do 3-fosfoglicerynianu. Tworzy się ostateczny produkt - 1,3-bisfosfoglicerynian.

Ogólny schemat reakcji:
 + NAD+ + Pi ⇌  + NADH + H+